# Beachwood (New Jersey)
Pour les articles homonymes, voir Beachwood.
Beachwood est une municipalité américaine située dans le comté d'Ocean au New Jersey.
Lors du recensement de 2010, sa population est de 11 045 habitants. La municipalité s'étend sur 2,85 milles carrés (7,38 km2).
La ville devient un borough indépendant de Berkeley Township au printemps 1917. Elle doit son nom à sa situation géographique, son nom signifiant « la plage des bois ».